# 額田部蘇提売
額田部 蘇提売（ぬかたべ の そてめ、生没年不詳）は、奈良時代の女性。

## 経歴
石見国美濃郡（現・島根県益田市）の人。『続日本紀』巻第二十九によれば、長く寡婦として暮らし、節義を守り、その上で蓄財し貧者にしばしば散財するため、救われるものが多かったという。そこで、称徳天皇が褒め称えて、神護景雲2年（768年）2月、田租を終身免除することにしたという。